# Малий Пуял
Малий Пуя́л (рос. Малый Пуял, марій. Изи Пуял) — присілок у складі Оршанського району Марій Ел, Росія. Входить до складу Великопольського сільського поселення.

## Населення
Населення — 65 осіб (2010; 64 у 2002).
Національний склад (станом на 2002 рік):
- марійці — 84 %